# Jacques Caufrier
Jacques Caufrier (Merelbeke, 15 februari 1942 – 2 augustus 2012) was een Belgisch waterpolospeler en sportbestuurder. Hij was voorzitter van de Koninklijke Belgische Zwembond. Hij nam tweemaal deel aan de Olympische Spelen, maar won hierbij geen medailles.

## Olympiër
Als sporter was hij actief als waterpolospeler bij SC Gent en CN Brussel. Met CN Brussel won hij in 1967 en 1969 de nationale titel. Hij nam deel aan de Olympische Zomerspelen 1960 in Rome en Olympische Zomerspelen 1964 in Tokio, telkens als aanvoerder. In Rome werd de Belgische ploeg uitgeschakeld in de eerste ronde en in Tokio werd men zevende.
Na zijn actieve loopbaan werd Caufrier scheidsrechter en trainer van het Belgisch waterpoloteam. Nog later werd hij voorzitter van de Belgische Zwembond. In die periode won Frédérik Deburghgraeve goud in het zwemmen, tijdens de Spelen van Atlanta in 1996.
Hij werkte als Commandant bij de Belgische Defensie en was jarenlang professor aan het KMILO (Koninklijk Militair Instituut voor Lichamelijke Opvoeding) (Sportschool van Defensie) in Eupen, waar hij de Schoolcommandant was. Hij overleed op 70-jarige leeftijd.